# Пояс верности

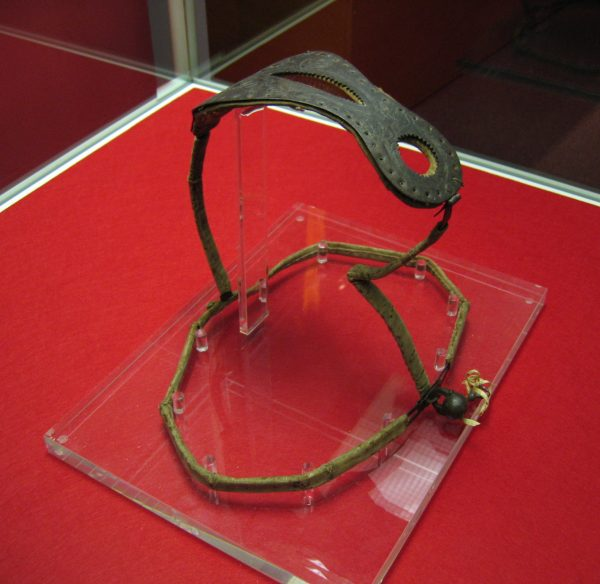
Пояс верности

По́яс ве́рности, пояс целомудрия, венециа́нская решётка — устройство, механически предотвращающее половой акт. Некоторые пояса верности препятствуют также мастурбации.
Истории о рыцарях, уходящих в крестовый поход и надевающих пояса верности на своих жён или возлюбленных, скорее всего, являются вымыслом. Никаких сколько-нибудь достоверных свидетельств использования поясов целомудрия в раннем средневековье нет. Кроме того, пояс верности невозможно было носить больше нескольких дней: трение железа о кожу и половые губы, вкупе с постоянным загрязнением в этом месте, вызвало бы заражение крови и повреждение внешних половых органов.
Первые упоминания о поясах верности в песнях и поэмах датируются XII веком. Но эти упоминания являются, скорее всего, поэтическими метафорами. Первое серьёзное упоминание о поясах верности датируется XV веком. Книга «Bellifortis», законченная 28 августа 1405 года Конрадом Киезером фон Айхштеттом (нем. Konrad Kyeser von Eichstätt), содержит иллюстрацию с комментарием «Это тяжёлый железный пояс, которым закрываются женщины Флоренции». В тексте упомянуты также и другие итальянские города — Рим, Венеция, Милан, Бергамо — как места, где производятся пояса верности. Однако мы не знаем, является ли эта информация правдой или вымыслом автора. Не исключено, что вне пределов родного дома пояс верности спасал женщин Италии от изнасилований.
В викторианской Англии впервые изобрели мужской пояс верности. Он использовался, чтобы помешать мальчикам мастурбировать. Тогда в Англии (часто — священники) говорили, что онанизм приводит к слепоте, сумасшествию, внезапной смерти, неконтролируемому росту волос на ладонях и т. д..
В XX веке появились пояса верности из нержавеющей стали и других современных материалов, которые можно носить довольно долго. Сегодня пояса верности для обоих полов используются как сексуальный фетиш и в практике БДСМ.

## Примечание
1. 1 2  Пояс верности придуман в Средневековье для жён: фейк! (рус.). Azbuka media (27 апреля 2023).
2. ↑  Masturbation: The History of a Great Terror — Jean Stengers, Anne Van Neck — Google Книги
3. ↑  Restoring Broken Vessels: Confronting the Attack on Female Sexuality — Victoria L. Johnson — Google Книги